# 檀特山
檀特山（だんとくさん、だんとくせん）は、山の名。

## 南アジアの檀特山
北インド（現在のアフガニスタン）はガンダーラに位置するとされ、弾太落迦（だんだらか）とも称する。かつて釈迦の前身である須大孥太子（しゅたぬたいし）が菩薩行を修めたという。また、釈迦も師事したアーラーラ・カーラーマが住んでいたという。
日本では古くから悉達太子が苦行を積んだ地とされ、『うつほ物語』『梁塵秘抄』『平家物語』などにも、暗喩のニュアンスも込めて登場する。

## 兵庫県の檀特山
兵庫県南西部、姫路市と揖保郡太子町の境に位置する山。読みは「だんとくさん」。標高は165.1mとそれほど高くないが、近くの朝日山・立岡山と共に平野から聳える残丘で、気軽にハイキングを楽しめる。近年は里山としての整備も進められている。
山頂からは太子町を一望できる。また山頂には大きな岩があり、岩のくぼみは応神天皇の御沓・御杖の跡、または聖徳太子が馬に乗って登山し修行した際についた蹄の跡との伝説が残る。
東側を大津茂川が南流する。また、山陽新幹線が檀特トンネルで東西に抜けている。

## 香川県の檀特山
香川県東部、讃岐山脈にある山。さぬき市と東かがわ市の市境に位置する。読みは「だんとくさん」。標高630.6m。山頂に三等三角点がある。南麓が湊川の水源の一部を成すことから、「香川のみどり百選」に選定されている。